# Jeunesse Sportive El Massira
La Jeunesse Sportive El Massira (in arabo نادي شباب المسيرة), abbreviato in JSM, è una società calcistica della città di El Aaiún, capitale del Sahara Occidentale, dove fu fondata nel 1977. Milita attualmente nella Botola 2, la seconda divisione del campionato marocchino di calcio.
Gioca le partite casalinghe allo stadio Sceicco Mohamed Laghdaf.

## Palmarès

### Altri piazzamenti
- Coppa del Marocco:

Semifinalista: 2003-2004